# Pygidianops
Pygidianops (Пигідіанопс) — рід риб з підродини Glanapteryginae родини Trichomycteridae ряду сомоподібні. Має 4 види. Наукова назва походить від грецьких слів pyge, тобто «криж», та ops — «зовнішній вигляд».

## Опис
Загальна довжина представників цього роду коливається від 2 до 3 см. Голова сплощена. На голові від 4 до 6 крихітним сенсорних пор. Очі маленькі або зовсім відсутні. Тулуб стрункий. Скелет добре окостенілий. Спинний, жировий та черевні плавці відсутні. У P. magoi відсутній також анальний плавець. Грудні плавці маленькі, витягнуті. Хвостовий плавець порівняно великий, має від 9 до 13 м'яких променів.
Забарвлення вкрай бліде, у низки видів — прозоре.

## Спосіб життя
Це демерсальні та бентопелагічні риби. Воліють до прісних та чистих вод. Зустрічаються у середній течії, біля піщаного дна. Активні вночі. Живляться рослинними залишками, детритом.

## Розповсюдження
Мешкають у басейнах річок Оріноко, Куао і Ріо-Негро — в межах Венесуели й Бразилії.

## Види
- Pygidianops amphioxus
- Pygidianops cuao
- Pygidianops eigenmanni
- Pygidianops magoi